# 3153 Lincoln
3153 Lincoln (1984 SH3) là một tiểu hành tinh vành đai chính được phát hiện ngày 28 tháng 9 năm 1984 bởi B. A. Skiff ở Flagstaff (AM).